# Xiphiidae
De Xiphiidae vormen een monotypische familie met maar één geslacht Xiphias. Dit geslacht kent maar één soort, de zwaardvis (Xiphias gladius).